# 948
948 (CMXLVIII) je bilo prestopno leto, ki se je po julijanskem koledarju začelo na soboto.

## Dogodki
- 1. januar

## Rojstva
Neznan datum
- Ema Mělniška, češka vojvodinja žena († 1006)
- Gang Gam-chan, korejski general († 1031)

## Smrti
- 15. junij - Roman I. Lekapen, bizantinski cesar (* okoli 870)